# Попова Шапка
Попова Шапка (макед. Попова Шапка, алб.  Kodra e Diellit) — гора в северо-западной части Северной Македонии в составе горного хребта Шар-Планина.

## География
Расположена в 53 км от столицы страны города Скопье, и в 18 км от города Тетово. Высота горы — 1780 м над уровнем моря.

## Туризм
У подножия горы расположен самый известный зимний курорт Северной Македонии, который также называется «Попова Шапка». В качестве места зимнего туризма район начал развиваться с 1947 года. Раньше до горы можно было добраться по канатной дороге, но во время вооружённого конфликта 2001 года она была разрушена.